# 遠藤喜一
遠藤 喜一（えんどう よしかず、明治24年（1891年）8月8日 - 昭和19年（1944年）5月3日）は、日本の海軍軍人。最終階級は海軍大将。

## 経歴
海軍少将遠藤喜太郎の長男として東京に生れる。学習院を経て、1911年に海軍兵学校（39期）を卒業し、1912年、海軍少尉に任官。1917年から翌年にかけて海軍大学校乙種学生、続いて海軍砲術学校高等科に学び優等で卒業。巡洋艦「常磐」分隊長、戦艦「朝日」分隊長、戦艦「長門」副砲長などを経て、1923年、海軍大学校甲種第21期を卒業した。
その後、呉海兵団分隊長、呉鎮守府参謀、海軍大学校教官、軽巡洋艦「長良」副長、ドイツ駐在武官、「鬼怒」艦長、侍従武官などを経て、1937年に海軍少将に昇進。さらに、ドイツ勤務を経て、横須賀鎮守府参謀長、総力戦研究所長等を歴任する。
太平洋戦争中は第1遣支艦隊司令長官を経て第九艦隊司令長官に就任。
しかし太平洋の制海権が米軍に奪われた1944年5月、第9艦隊司令部はニューギニアのホーランディアで玉砕。
天皇・皇后・皇太后から祭資、幣帛が下賜されたほか、元侍従武官であった経緯から天皇・皇后より盛菓子、料理が下賜された。また、海軍大将に昇進した。
妻、育子は陸軍大将内山小二郎の娘である。

## 栄典
位階
- 1941年（昭和16年）11月1日 - 従四位
- 1943年（昭和18年）12月15日 - 正四位
- 1944年（昭和19年）5月3日 - 従三位

勲章
- 1941年（昭和16年）11月11日  - 勲二等瑞宝章[2]

## ギャラリー

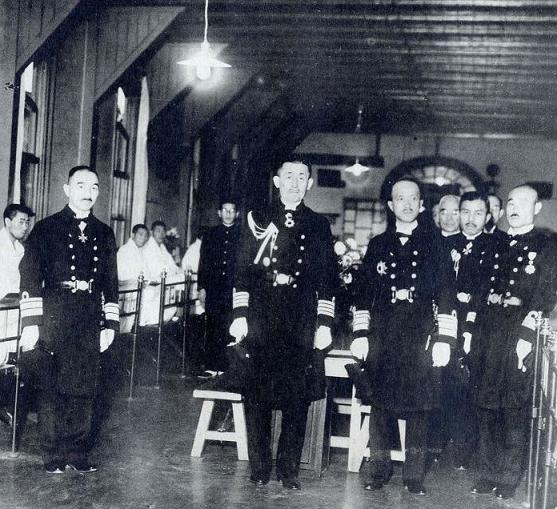
遠藤侍従武官（中央）